# Видогощь (река)
Ви́догощь (устар. Видогощи) — река в Новгородском районе Новгородской области России. Правый приток Веронды.
Берёт своё начало в обширном болоте Сидорово западнее деревни Видогощь. Впадает в Веронду в месте пересечения её автодорогой А116 Великий Новгород — Шимск. Русло проходит по низменной болотистой местности.
Устье реки находится в 6,1 км по левому берегу реки Веронда. Длина реки составляет 34 км, площадь водосборного бассейна — 230 км².
В 7 км от устья, по правому берегу реки впадает река Анашка.
Река протекает через деревни Видогощь, Базловка, Чайка, Борок.
Река упоминается в двух новгородских актах, датированных 1389−1391 гг. Так, в акте № 107 сообщается, что земли по реке Видогоще и рыбные угодья отданы частично в собственность Спасскому Верендовскому монастырю: «А паозеричанамъ і веряжанам без игумена повелѣнья в Видогощу реку не въѣзжати запаса добывати. А что Есифа посадника земля, и лѣсъ, і пожни его участокъ или іныхъ нашеи братьи бояръ по Видогоще реки, а в то ся чернцамъ не вступатца».
Название реки происходит от славянского «Видогость».

## Данные водного реестра
По данным государственного водного реестра России относится к Балтийскому бассейновому округу, водохозяйственный участок реки — Бассейн оз. Ильмень без рр. Мста, Ловать, Пола и Шелонь, речной подбассейн реки — Волхов. Относится к речному бассейну реки Нева (включая бассейны рек Онежского и Ладожского озера).
Код объекта в государственном водном реестре — 01040200512102000025133.